# Hugh Sloan
Hugh W. Sloan, Jr. (* 1. November 1940 in Princeton, New Jersey) war der US-amerikanische Schatzmeister des Committee to Re-elect the President, die die Finanzierung der Wiederwahl des US-Präsidenten Richard Nixon im US-Wahlkampf des Jahres 1972 steuerte. Dieses Komitee war Ausgangspunkt der Watergate-Affäre, die schließlich zum Rücktritt von Nixon führte. Zuvor war er Mitarbeiter von H. R. Haldeman, dem Stabschef des Weißen Hauses.
Sloan schloss mit dem B.A. (Honours) sein Studium an der Princeton University ab.
Die Reporter der Tageszeitung Washington Post, Bob Woodward und Carl Bernstein, sagten später aus, dass sie durch „Deep Throat“ erfuhren, dass Sloan nichts über die Einbrüche im Watergate-Hotel wusste und ihm auch nicht bekannt war, wie das Geld, das er als Schatzmeister vergab, verwendet wurde. Er gab während der Watergate-Affäre sein Amt auf und wurde zur Informationsquelle von Woodward und Bernstein. Er wurde nicht durch die Artikel der Washington Post enttarnt, sondern wurde erst in dem Buch der beiden Journalisten All the President's Men namentlich genannt. Darin wurde er als fast einziger ehrlicher Mann, der in die Watergate-Affäre verstrickt war, beschrieben.
Seit 1985 ist Sloan Direktor der Manulife Financial Corporation, einer kanadischen Versicherungsgesellschaft, und hält eine Position in der Woodbridge Foam Company in Troy, Michigan.
In dem Spielfilm Die Unbestechlichen von Alan J. Pakula wird Sloan von Stephen Collins gespielt.